# Los astronautas
Astronautas (Astronauci, 1951) es la primera novela de ciencia ficción que se publicó en forma de libro del escritor polaco Stanisław Lem. Se había publicado antes de manera seriada. Hasta entonces, su obra anterior El hombre de Marte (Człowiek z Marsa, 1946) solo había aparecido por entregas en un semanario.
En el título de esta novela publicada por primera vez en libro en 1951, se emplea la palabra «astronautas» en lugar de «cosmonautas» porque aún no había surgido esta última denominación, que sería después la habitual en el Bloque del Este.  
Estando en Zakopane, Lem hizo una excursión con el traductor y editor Jerzy Pański (1900 - 1979) sin saber al principio de quién se trataba. Hablaron entre ellos de que faltaba ciencia ficción en Polonia, Pański propuso a Lem que escribiera algo y Lem aceptó. Por entonces, Pański era el director de la Editorial Czytelnik, de Varsovia. A las pocas semanas, a Lem le llegó el contrato, y en él solo faltaba poner el título: Lem puso «Astronauci», sin saber aún qué historia iba a escribir. Lem diría mucho tiempo después, no obstante, que el encargo de Fiasco, novela de 1986, había sido el único que había aceptado con adelanto de honorarios y sin haber escrito aún la obra.
Nada más publicarse la novela astronautas, la crítica literaria Zofia Woźnicka (1924 - 1986) arremetió contra ella alegando que carecía por completo de conciencia de clase.
No obstante, el libro tuvo un éxito inmediato e inesperado, y se tradujo primero al checo en 1956 y después a otros idiomas. Esta acogida animaría a Lem a dedicarse a escribir obras de ciencia ficción.
La obra fue concebida como una novela juvenil del estilo de las aventuras espaciales. En esta historia aparece por primera vez un tema frecuente en la obra de Stanisław Lem: la incapacidad humana para entender las características propias de una forma de vida extraterrestre. 
Para que el libro fuera publicado en Polonia, que entonces tenía un régimen comunista, Lem intercaló numerosas referencias a los ideales del comunismo. 
Décadas después, el autor no estaba muy satisfecho con el resultado de esta obra.

## Argumento
La introducción del libro describe el acontecimiento del meteorito de Tunguska, que tuvo lugar en 1908, y la subsiguiente expedición de Leonid Kulik. Se hace mención de la hipótesis de la colisión de una astronave.  
La humanidad de principios del siglo XXI, tras haber pasado por guerras y por otras luchas sangrientas, ha alcanzado un equilibrio mundial y ha eliminado todas las formas de capitalismo. Se ha establecido un orden comunista y hay una coexistencia pacífica de todos los seres humanos, con el único afán de la mejora de sí mismos. En el año 2003, se está trabajando en colosales proyectos de ingeniería, como son la irrigación del Sahara, una planta hidroenergética en el Estrecho de Gibraltar, el control del clima y el más reciente: el deshielo del Ártico y de la Antártida con soles artificiales alimentados con energía nuclear. 
Justo cuando ya empezaba a ser un concepto olvidado la guerra, durante la preparación de unos terraplenes en Tunguska se halla un extraño objeto que después es identificado como un registro de datos extraterrestre. Se logra de él una traducción parcial, y se conocen entonces detalles del viaje desde Venus de una nave que resulta ser la que se estrelló en la zona. El registro acaba con una afirmación ominosa: « Tras dos rotaciones, la Tierra será sometida a radiación. Cuando la intensidad de la radiación se haya reducido a la mitad, comenzará la Operación Principal ».  
El progreso técnico, catalizado por el nuevo orden social y económico, hace posible aprovechar las fuerzas de la naturaleza para fines éticos, y la exploración espacial se ha convertido en una realidad, pero al mismo tiempo se tiene la certeza de contar con los medios necesarios para aniquilar a la raza invasora. No obstante, la prueba fehaciente de la existencia de formas de vida en otros mundos hace indispensable el intento de forjar una coexistencia pacífica. Con la intención de establecer el contacto, el gobierno de la Tierra, compuesto por científicos, resuelve mandar a Venus la nave recién construida Kosmokrator, equipada con la computadora Marax, de válvulas termoiónicas. 
Tras unas semanas, la expedición llega a Venus, y el personal científico no encuentra allí indicios de vida actual, pero sí los restos de una civilización más avanzada que, antes de hacer realidad sus planes de conquista, se ha destruido mediante una guerra entre distintas facciones librada por la supremacía y de la que ha resultado un planeta muerto. Entre los restos hay varios registros electrónicos dispersos y el Globo Blanco, un gigantesco dispositivo antigravitatorio.

## Sobre la obra
En la época de publicación de la novela, hacia el inicio de la Guerra Fría, comenzaba la carrera espacial entre las dos superpotencias, los Estados Unidos y la Unión Soviética: una competición por el prestigio que suponía enormes dispendios.
Por entonces, la idea de alcanzar y explorar los planetas cercanos a la Tierra contaba con el favor de buena parte del público. En las décadas siguientes, sería la Unión Soviética el país que más sondas espaciales mandase a Venus, y muchas de ellas llegarían a posarse en su superficie; y hasta algunas, como la Venera 13, enviarían datos y fotografías. 
El mensaje político de Los astronautas es patente, mas no es superficial: a lo largo de toda la novela, de manera sistemática y con riqueza de detalles, la narración se adentra en la naturaleza de nuestra especie y presenta una humanidad que, llegada a un estado de equilibrio pacífico, se ve reflejada en la estirpe venusiana, en cuyo destino final ve una advertencia, y entiende que ha de continuar su obra por la paz dejando aparte los caminos de la guerra y de la muerte. 
En esta novela, el rigor científico típico de la mayor parte de la obra de Lem se advierte desde el principio: en la vida real, en efecto cayó en Tunguska en 1908 el bólido de mayor tamaño de los conocidos de la época actual. El autor hace hincapié minuciosamente en el estudio de los medios de propulsión aeroespacial, y presenta una cronología al respecto que parte de la realidad de ese campo y abarca desde los comienzos hasta el motor nuclear del Kosmokrator. Lem fue uno de los fundadores de la Academia de Cibernética y Aeronáutica de su país. No hay mucha diferencia entre el desarrollo técnico real de hoy en día y el descrito en la novela, y ocurre que todavía se dedica al desarrollo de los cohetes de propulsión nuclear buena parte de la investigación.

## Adaptaciones
- 1959: Primer viaje a Venus (Der schweigende Stern - Milcząca Gwiazda): película coproducida por la República Democrática Alemana y Polonia. Se estrenó el 26 de febrero de 1960 en la RDA.
- Dir.: Kurt Maetzig.[7][8]
- La película no fue del agrado de Stanisław Lem.